# Пјанка (Торино)
Пјанка је насеље у Италији у округу Торино, региону Пијемонт.
Према процени из 2011. у насељу је живело 285 становника. Насеље се налази на надморској висини од 455 м.